# 赵传云
赵传云（1900年5月—1998年3月），江苏常熟人。字昂青。中国工程师、教授。

## 生平
1923年，毕业于北京交通大学铁路管理科。1926年，获美国伊利诺伊大学会计科硕士学位。曾任东北交通大学教授、铁路管理系主任，湖南大学教授、经济系主任。中华人民共和国成立后，历任北京铁道学院教授、教务长、商务系和经济系主任，北方交通大学教授。中国民主同盟盟员。1984年，加入中国共产党。

## 著作
著有《铁道管理学》。